# 鳴海アミヤ
鳴海 アミヤ（なるみ アミヤ、10月25日 - ）は、日本の漫画家。大阪府出身。大阪芸術大学キャラクター造形学科1期生、小池ゼミ6期生。

## 人物
19歳のときに『我は滴る』でまんがカレッジ2006年7月期努力賞を受賞。『ゲッサン』（小学館）2009年8月号からゲッサンルーキーファイルNo.006として連載デビュー作『No.1海童』の連載開始。『ムスコンっ！』がマッグガーデンで開催された読切コンペ「ガーデンコミック杯」第2回にて第1位を獲得し連載。

## 受賞歴
- 我は滴る（まんがカレッジ2006年7月期 努力賞）

## 作品

### 漫画作品

#### 連載
- No.1海童（『ゲッサン』2009年8月号[1] - 2010年5月号）
- 銀の王（『ゲッサン』2012年7月号[2] - 2012年10月号） - 短期集中連載。
- ムスコンっ！（『月刊コミックガーデン』2016年9月号[3] - 2018年2月号）
- ネコがOLに見えて困ります（『まんがタイムオリジナル』2018年10月 - 2022年7月号）

#### 読み切り
- No.1海童（『週刊少年サンデー超』2008年5月24日号）
- 立て！ニート!!（『週刊少年サンデー超』2008年9月24日号）
- ツカサどんと恋!!（『ゲッサン』2009年7月号）
- 雨追さん家に行ってみた。（『ゲッサン』2014年3月号）
- メデューサの受難（『異世界で恥じらう女子のおっぱいが揉める！アンソロジーコミック』2024年[4]）

### 書籍
- 『NO.1海童』、小学館〈ゲッサン少年サンデーコミックス〉、全2巻
  1. 2010年2月12日発売[5]、ISBN 978-4-09-122218-3
  2. 2010年7月12日発売[6]、ISBN 978-4-09-122385-2
- 『ムスコンっ！』、マッグガーデン〈マッグガーデンコミック Beat'sシリーズ〉、全2巻
  1. 2017年6月14日発売[7]、ISBN 978-4-8000-0698-1
  2. 2018年3月14日発売[8]、ISBN 978-4-8000-0753-7
- 『ネコがOLに見えて困ります』、芳文社〈まんがタイムコミックス〉、全3巻
  1. 2020年9月7日発売[9][10]、ISBN 978-4-8322-5803-7
  2. 2021年2月5日発売[10]、ISBN 978-4-8322-5819-8
  3. 2022年6月7日発売[10]、ISBN 978-4-8322-5871-6

### その他
- あまんちゅ!（13巻発売記念トリビュートイラスト、2018年[11]）